# جيف كامبرلاند
جيف كامبرلاند (بالإنجليزية: Jeff Cumberland)‏ هو لاعب كرة قدم أمريكية أمريكي، ولد في 2 مايو 1987 في كولومبوس في الولايات المتحدة.

## وصلات خارجية
- جيف كامبرلاند على موقع مرجع كرة القدم المحترفة.كوم (الإنجليزية)